# تشيتان كومار
تشيتان كومار هو ممثل هندي، ولد في 24 فبراير 1983 في الولايات المتحدة.

## وصلات خارجية
- تشيتان كومار على موقع IMDb (الإنجليزية)
- تشيتان كومار على موقع قاعدة بيانات الفيلم (الإنجليزية)